# Théodose du Moncel
Théodose du Moncel, all'anagrafe Théodore Achille Louis du Moncel (Parigi, 6 marzo 1821 – Parigi, 16 febbraio 1884), è stato un pittore e fisico francese di primo piano e sostenitore dell'uso di energia elettrica. Ha inventato molti dispositivi elettrici ed ha scritto diversi libri.

## Biografia
Nato in una famiglia nobile normanna, figlio del conte Alexandre du Moncel.
È stato eletto membro dell'Académie des sciences il 21 dicembre, 1874.
Ha preso lezioni di pittura al museo di Cherbourg, con il suo amico Joachim Menant , sotto la supervisione di M.me Robineau e Langlois. Nel 1839 scrisse un corso di prospettiva matematica e nel 1841 fu fondatore della Società francese per la conservazione dei monumenti storici presieduta da Arcisse de Caumont, suo parente che gli comunicò la passione per l'archeologia. Nel 1843 iniziò un viaggio nell'Europa meridionale attraverso Svizzera, Germania, Italia, Grecia e si recò anche in Turchia visitando siti archeologici coprendone le spese vendendo i suoi disegni. Nel 1846 apparvero le prime opere dedicate ai suoi viaggi, illustrate con litografie eseguite in base ai disegni effettuati durante il viaggio; nel 1849 apparve il suo Corso di disegno dalla natura.
Tornato a Parigi, si interessò alla scienza, in particolare all'elettricità .
Nel 1879, ha fondato la rivista La lumière électrique. Ha fondato con Emmanuel Liais et Auguste Le Joli la Société Nationale des Sciences Naturelles et Mathématiques di Cherbourg nel 1851.
Era conseiller général del dipartimento della Manica (1861-1870) (Cantone di Cherbourg-Sud-Ouest).
Sposò Camille, una delle cinque figlie del conte Camille de Montalivet.
È stato insegnito dalla Légion d'honneur e dall'Ordine di San Vladimiro.

## Pubblicazioni
- De Venise à Constantinople, à travers la Grèce, in folio, 1847.
- Étude sur le magnétisme et l'électro-magnétisme au point de vue de la construction des électro-aimants, L. Hachette et Cié / Mallet-Bachelier, Parigi, 1858
- Notice sur l'appareil d'induction électrique de Ruhmkorff, Parigi, Gauthier-Villars, 1867.
- Rapport sur le concours pour un appareil électrique puissant et économique, in Bulletin de la Société d'encouragement pour l'industrie nationale, 72e anno, maggio 1873.
- Théorie et description de la machine Gramme, ibid., 73e anno, giugno 1874.
- Exposé des applications de l'électricité, 5 vol., 1872-1878
- Le Téléphone, le Microphone et le Phonographe, Hachette, coll. « La Bibliothèque des merveilles », 1878
- L'Éclairage électrique, Hachette, coll. « La Bibliothèque des merveilles », 1879
- Le Microphone, le Radiophone et le Phonographe, 1882
- L'éclairage électrique, vol 1: générateurs de lumière, Hachette, coll. « La Bibliothèque des merveilles », 1883.
- L'éclairage électrique, vol 2: appareils de lumière, Hachette, coll. « La Bibliothèque des merveilles », 1883.
- Con Frank Geraldy, L'électricité comme force motrice, 1e ed., Parigi, Librairie Hachette et Cie, coll. « La Bibliothèque des merveilles », 1883; 2e ed., 1884.

Ha anche scritto numerosi articoli per la rivista La lumière électrique.